# Paracarinolidia longiseta
Paracarinolidia longiseta är en insektsart som beskrevs av Nielson 1989. Paracarinolidia longiseta ingår i släktet Paracarinolidia och familjen dvärgstritar. Inga underarter finns listade i Catalogue of Life.